# Битва при Персидских воротах
Битва при Персидских воротах — сражение между персидской армией, которой командовал сатрап Персиды Ариобарзан, и вторгшейся греко-македонской армией под командованием Александра Македонского. Зимой 330 года до н. э. Ариобарзан провёл с персидскими войсками последний бой в меньшинстве  в Персидских воротах близ Персеполя, на месяц задержав македонскую армию. Александр нашёл путь в тыл персов с помощью захваченных военнопленных (или местного пастуха) и в итоге захватил Персеполь.

## Предыстория
Держава Ахеменидов потерпела ряд поражений против македонских войск при Гранике (334 год до н. э.), при Иссе (333 год до н. э.) и Гавгамелах (331 год до н. э.), и в конце 331 года до н. э. Александр достиг Вавилона и Суз. Царская дорога, соединявшая Сузы (первую персидскую столицу в Эламе) с более восточной столицей Персеполем и Пасаргадами в Персиде, была избрана Александром для продолжения похода. Между тем царь Дарий III собирал новую армию в Экбатанах (запад провинции Хамадан в современном Иране). Ариобарзану поручили сдерживать продвижение македонян в Персиду, и для этого он в значительной мере опирался на земли, через которые Александру нужно было пройти. Там было несколько возможных маршрутов через горы Загрос, все из которых были более опасными зимой.
После завоевания Суз Александр разделил македонскую армию на две части. Полководец Александра, Парменион, пошёл с одной половиной по Царской дороге, а Александр двинулся в Персиду. Для того, чтобы попасть в Персиду, необходимо пересечь Персидские ворота, узкий горный перевал, в котором легко можно устроить засаду.
Во время своего похода Александр покорил возглавляемых родственником персидского царского дома Мадатом уксиев, местные горные племена, которые потребовали дань от него, как они получали от персидских царей для безопасного прохода. Когда он вступил в Персидские ворота, он не встретил сопротивления. Полагая, что у него на пути больше не будет войск противника, Александр пренебрёг разведкой, и, таким образом, попал в засаду Ариобарзана.
Долина перед Персидскими воротами называется Танг-э Мейран, первоначально очень широкая, что позволило македонской армии пройти горы на быстром марше. Ариобарзан занял позицию недалеко от современной деревни Чешмех Ченар. Дорога изгибается на юго-восток (лицом к восходящему солнцу) и сужается значительно в этой точке, что делает местность особенно опасной (и, следовательно, хорошо подходящей для целей Ариобарзана). По мнению историка Арриана, у Ариобарзана было 40 тыс. пехотинцев и 700 кавалеристов, которым противостояли греко-македонские войска численностью свыше 10 тыс. человек. Однако, некоторые современные историки утверждают, что эти цифры численности ахеменидских войск сильно преувеличены и неправдоподобны. Энциклопедия Ираника предполагает количество защитников всего в 700 (или не более 2 тыс.) человек, основываясь на максимальном количестве войск, которые, скорее всего, были в распоряжении Ариобарзана, но многие современные историки повторяют данные Арриана, Курция и Диодора безоговорочно.

## Битва
Персидские ворота были всего пару метров шириной в месте засады. После того, как македонская армия продвинулась достаточно в узкий проход, персы скинули на них валуны с северных склонов. С южного склона стали стрелять персидские лучники. Войска Александра стали нести тяжёлые потери, теряя целые подразделения. Македоняне попытались отступить, но местность и их выдвинувшийся арьергард сделали организованное отступление невозможным. Александр был вынужден оставить погибших солдат, чтобы спасти остальную часть своей армии, однако для греков и македонян оставление павших было великим бесчестьем.
Ариобарзан имел основания полагать, что успех здесь может изменить ход войны. Предотвращение прохода армии Александра через Персидские ворота заставило бы македонцев использовать другие маршруты для вторжения в Персию, что дало бы Дарию больше времени на сбор новой армии для противостояния македонянам.
Ариобарзан удерживал перевал в течение месяца, но затем Александру удалось обойти персов, отправив отряд во главе с Филотой, и прорвать оборону персов. Александр и его отборная пехота неожиданно напали на войско Ариобарзана сверху. Данные источников об этом не сильно различаются: Курций и Арриан писали, что военнопленные провели Александра через горы в тыл персов, в то время как основные силы остались в македонском лагере под командованием Кратера.
Ариобарзан и его уцелевшие войны оказались в ловушке, но вместо того, чтобы сдаться, они атаковали македонян в лоб. Ютаб, сестра Ариобарзана, сражалась вместе со своим братом. Один автор заявляет, что Ариобарзан был убит в последнем ряду, однако Арриан сообщает, что он сбежал на север, где, наконец, сдался Александру со своими спутниками. Современный историк И. Превас утверждает, что Ариобарзан и его войска отступили в Персеполь, но его городские ворота были закрыты по приказу Тиридата, персидского аристократа и хранителя казны царя Дария III, который был в тайных сношениях с Александром Македонским. Тиридат понял тщетность попыток противостоять Александру и поэтому не стал бороться, а позволил Александру уничтожить отступившие персидские войска прямо у городских стен Персеполя. Курций также писал, что персидские силы после тяжёлых потерь в завязавшемся бою прорвались через македонские заслоны и отступили в Персеполь, но не смогли войти в столицу, после чего сражались с Александром до конца.
Некоторые историки считают битву при Персидских воротах самым серьёзным вызовом Александру в ходе завоевания им Персии. Майкл Вуд назвал эту битву решающей, а А. Б. Босворт говорит о ней как о «полной и убедительной победе Александра».

## Последствия
Сходство между битвой при Фермопилах и битвой при Персидских воротах было признано древними и современными авторами. Персидские ворота сыграли роль «персидских Фермопил, и так же, как и Фермопилы, пали». Битва при Персидских воротах была своего рода зеркальным отражением Фермопильского сражения, когда греки в 480 году до н. э. пытались задержать персов. Кампания Александра заявлялась с целью отомстить за персидское вторжение в Грецию, и такая же ситуация получилась и у персов. Имеются также свидетельства, что персидский пастух вывел войска Александра в тыл персов, так же, как и местные греки показали персидским войскам тайный путь мимо прохода в Фермопилах.
Разгром армии Ариобарзана в Персидских воротах устранил последнее военное препятствие для занятия Александром Персеполя.